# 泰神星
泰神星（99 Dike）是第99颗被人类发现的小行星，于1868年5月28日发现。泰神星的直径为71.9千米，质量为3.9×1017千克，公转周期为1587.810天。
泰神星以希臘神話的正義女神狄刻命名。